# Iranci
Iranci so narod, ki primarno živi na področju današnjega Irana. Leta 2005 se je 68 milijonov ljudi izreklo za Irance.
Sama etnična skupina je nastala z mešanjem različnih azijskih ljudstev; primarne so tako Perzijci, Azari, Kurdi, Gilaki, ...